# قهرمانی وزنه‌برداری جهان ۱۹۵۳
قهرمانی وزنه‌برداری جهان ۱۹۵۳ سی‌امین دوره از رقابت‌های قهرمانی جهان می‌باشد که از ۲۶ تا ۲۸ اوت ۱۹۵۳ در استکهلم، سوئد برگزار گردید. در این دوره ۷۰ ورزشکار مرد از ۱۹ کشور رقابت کردند.

## خلاصه مدال‌ها
| رویداد               | طلا                                   | طلا      | نقره                                  | نقره     | برنز                                  | برنز     |
| خروس‌وزن ۵۶ ک‌گ        | ایوان اودودوف · اتحاد جماهیر شوروی    | ۳۱۵٫۰ ک‌گ | Kamal Mahgoub · مصر                   | ۲۹۵٫۰ ک‌گ | Karel Saitl · چکسلواکی                | ۲۸۰٫۰ ک‌گ |
| پر وزن ۶۰ ک‌گ         | Nikolay Saksonov · اتحاد جماهیر شوروی | ۳۳۷٫۵ ک‌گ | رافائل چیمیشکیان · اتحاد جماهیر شوروی | ۳۳۲٫۵ ک‌گ | Einar Eriksson · سوئد                 | ۳۰۷٫۵ ک‌گ |
| سبک‌وزن ۶۷٫۵ ک‌گ       | پیت جورج · ایالات متحده آمریکا        | ۳۷۰٫۰ ک‌گ | Dmitry Ivanov · اتحاد جماهیر شوروی    | ۳۶۵٫۰ ک‌گ | Said Khalifa Gouda · مصر              | ۳۵۵٫۰ ک‌گ |
| میان‌وزن ۷۵ ک‌گ        | تامی کونو · ایالات متحده آمریکا       | ۴۰۷٫۵ ک‌گ | Dave Sheppard · ایالات متحده آمریکا   | ۳۹۷٫۵ ک‌گ | Yury Duganov · اتحاد جماهیر شوروی     | ۳۸۲٫۵ ک‌گ |
| سنگین‌وزن سبک ۸۲٫۵ ک‌گ | آرکادی ووروبیوف · اتحاد جماهیر شوروی  | ۴۳۰٫۰ ک‌گ | تروفیم لوماکین · اتحاد جماهیر شوروی   | ۴۲۷٫۵ ک‌گ | استنلی استانچیک · ایالات متحده آمریکا | ۴۱۵٫۰ ک‌گ |
| میان سنگین‌وزن ۹۰ ک‌گ  | نوربرت شمانسکی · ایالات متحده آمریکا  | ۴۴۲٫۵ ک‌گ | Mohamed Ibrahim Saleh · مصر           | ۴۰۰٫۰ ک‌گ | Mohamed Ali Abdelkerim · مصر          | ۳۸۵٫۰ ک‌گ |
| سنگین‌وزن ۹۰+ ک‌گ      | Doug Hepburn · کانادا                 | ۴۶۷٫۵ ک‌گ | جان دیویس · ایالات متحده آمریکا       | ۴۵۷٫۵ ک‌گ | Humberto Selvetti · آرژانتین          | ۴۵۰٫۰ ک‌گ |

## جدول مدال‌ها
| رتبه           | کشور                | طلا | نقره | برنز | مجموع |
| -------------- | ------------------- | --- | ---- | ---- | ----- |
| ۱              | اتحاد جماهیر شوروی  | ۳   | ۳    | ۱    | ۷     |
| ۲              | ایالات متحده آمریکا | ۳   | ۲    | ۱    | ۶     |
| ۳              | کانادا              | ۱   | ۰    | ۰    | ۱     |
| ۴              | مصر                 | ۰   | ۲    | ۲    | ۴     |
| ۵              | آرژانتین            | ۰   | ۰    | ۱    | ۱     |
| ۵              | سوئد                | ۰   | ۰    | ۱    | ۱     |
| ۵              | چکسلواکی            | ۰   | ۰    | ۱    | ۱     |
| مجموع (۷ کشور) | مجموع (۷ کشور)      | ۷   | ۷    | ۷    | ۲۱    |